# Meliturgula denesia
Meliturgula denesia är en biart som beskrevs av Patiny 1999. Meliturgula denesia ingår i släktet Meliturgula och familjen grävbin. Inga underarter finns listade i Catalogue of Life.